# Dixon Entrance

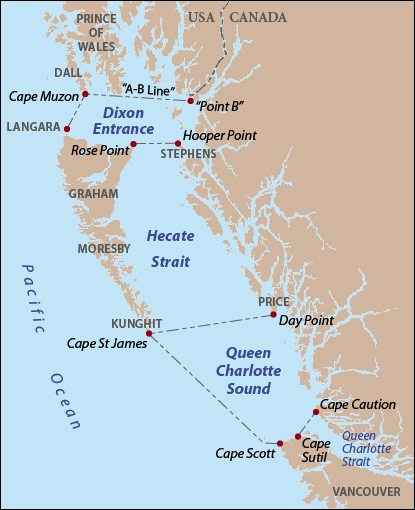
Dixon Entrance

Lo stretto di Dixon, (inglese: Dixon Entrance) è uno stretto del Pacifico nord-orientale. Fa parte dell'Inside Passage, un insieme di fiordi, canali e insenature che si trovano sulla costa nordamericana dell'Alaska sud-orientale e della parte settentrionale della Columbia Britannica. Costituisce parte del confine marittimo che determina le acque territoriali dei due stati.

## Caratteristiche
La Dixon Entrance è situata tra l'isola Principe di Galles a nord e le isole Regina Carlotta a sud. Ha una forma quadrangolare i cui vertici sono:
- nord-ovest: Capo Muzon, sulla punta sud di Dall Island;
- nord-est: Garnet Point, sulla punta sud di Kanagunut Island;
- sud-ovest: isola Langara, la più settentrionale delle isole Regina Carlotta;
- sud-est: Hooper Point sulla punta nord della Stephens Island.

Sulla parte nord del quadrilatero si aprono due bracci di mare: lo stretto di Clarence sul lato ovest, e il canale Revillagigedo sul lato est, che costituiscono l'ingresso della parte settentrionale dell'Inside Passage, mentre sulla parte sud, si sviluppa lo stretto di Hecate, che forma l'ingresso dell'Inside Passage meridionale.
Sul lato est del quadrilatero si sviluppano due corsi d'acqua che si addentrano nella terraferma: il canale Pearse che forma il primo tratto del confine fra Canada e Stati Uniti ed il Portland Inlet.

## Etimologia
La Dixon Entrance deve il suo nome allo studioso britannico Joseph Banks che la denominò in questo modo in ricordo il capitano George Dixon che aveva esplorato l'area nel 1787.